# Municipio de Oxchuc
El municipio de Oxchuc (/oʃˈt͡ʃuk/) es uno de los 124 municipios que componen el Estado de Chiapas, México.

## Toponimia
El nombre Oxchuc proviene del tseltal y se interpreta como "Tres Nudos".

## Geografía
El municipio de Oxchuc tiene una superficie aproximada de 416 km².
Limita al norte con los municipios de Ocosingo y San Juan Cancuc, al este con los municipios de Altamirano y Ocosingo, al sur con los municipios de Chanal y Huixtán y al oeste con los municipios de Tenejapa y Huixtán. Forma parte de la región V-Altos Tsotsil-Tseltal.
Según la clasificación climática de Köppen, el clima del municipio corresponde al tipo Cwb - Templado con invierno seco (verano suave).

## Demografía
De acuerdo a los resultados del Censo de Población y Vivienda de 2020 realizado por el Instituto Nacional de Estadística y Geografía, la población total del municipio es de 54 932 habitantes, lo que representa un crecimiento promedio de 2.5% anual en el período 2010-2020 sobre la base de los 43 350 habitantes registrados en el censo anterior. Al año 2020 la densidad del municipio era de 131,9 hab/km².
| Gráfica de evolución demográfica de Municipio de Oxchuc entre 2000 y 2020 |
|                                                                           |
| Fuente: Instituto Nacional de Estadística Geografía e Informática         |

El 49.9% de los habitantes eran hombres y el 50.1% eran mujeres. El 84% de los habitantes mayores de 15 años (26 437 personas) estaba alfabetizado. Prácticamente la totalidad de la población del municipio (54 054 personas) se reconocía como indígena.
En el año 2010 estaba clasificado como un municipio de grado muy alto de vulnerabilidad social, con el 62.01% de su población en estado de pobreza extrema. Según los datos obtenidos en el censo de 2020, la situación de pobreza extrema se mantenía estable, con un porcentaje de 62.2% (34 641 personas) en esa situación.

### Localidades
En el censo de 2020 el municipio de Oxchuc contaba con 161 localidades.
| Código INEGI      | Localidad         | Población (2020) |
| ----------------- | ----------------- | ---------------- |
| 070640001         | Oxchuc            | 10 356           |
| 070640036         | Yoshib            | 3 625            |
| 070640022         | Mesbilja          | 2 013            |
| 070640032         | El Tzay           | 2 000            |
| 070640034         | Tzopilja          | 1 530            |
| 070640005         | El Corralito      | 1 169            |
| 070640025         | Paxtonticjá       | 1 103            |
| 070640033         | Tzontealja        | 1 095            |
| 070640019         | Lelenchij         | 1 061            |
| Otras localidades | Otras localidades | 30 980           |
| Total municipal   | Total municipal   | 54 932           |

## Salud y educación
En 2010 el municipio tenía un total de 12 unidades de atención de la salud, con un personal médico de 24 personas. Existían 122 escuelas de nivel preescolar, 128 primarias, 26 secundarias, 5 bachilleratos y 107 primarias indígenas.

## Actividades económicas
Las principales actividades económicas del municipio son el comercio minorista, la elaboración de productos manufacturados y en menor medida la prestación de servicios generales no gubernamentales.